# Sam Galbraith
Samuel Laird Galbraith (18 octobre 1945 - 18 août 2014) est un homme politique du Parti travailliste écossais qui est le premier secrétaire du Cabinet pour l'éducation et les enfants de 1999 à 2000.
Galbraith est auparavant un neurochirurgien de renommée internationale. Il est député de 1987 à 2001 et membre du Parlement écossais (MSP) de 1999 à 2001. Il est ministre de l'Éducation dans l'exécutif écossais sous le premier ministre Donald Dewar de 1999 à 2000. La coalition travailliste / libéral démocrate doit faire face aux demandes du Parti national écossais (SNP), notamment du futur premier ministre Nicola Sturgeon, pour que Galbraith démissionne après la controverse des examens de la SQA en 2000.

## Jeunesse
Galbraith est né à Clitheroe, Lancashire. Il fait ses études à Greenock High School. Il étudie à l'Université de Glasgow, où il reçoit des honneurs en médecine. Galbraith est un neurochirurgien respecté, dont les compétences ont sauvé de nombreuses vies au Southern General Hospital de Glasgow.

## Carrière politique
Aux élections générales de 1987, il est élu député pour la circonscription de Strathkelvin et Bearsden  et occupe le siège jusqu'à ce qu'il se retire aux élections générales de 2001. Il est ministre d’État pour l’Écosse entre 1997 et 1999 .
Galbraith est ministre de l'Enfance et de l'Éducation dans l'exécutif écossais sous Donald Dewar de 1999 à 2000, puis ministre de l'Environnement, des Sports et de la Culture. Le 20 mars 2001, il annonce sa démission de ses fonctions ministérielles et ses sièges parlementaires pour des raisons de santé .

## Vie privée
Il est marié, père de trois filles. Dans les années précédentes, il est un alpiniste passionné qui a escaladé tous les Munros et également escaladé les Alpes et l'Himalaya.
Galbraith reçoit une greffe de poumon en 1990, à l'hôpital Freeman de Newcastle (où il a continué à recevoir un traitement), en raison d'une alvéolite fibrosante  (la même maladie qui a coûté la vie à une sœur).
À partir de 2006, il est président du Scottish Maritime Museum avec des installations à Irvine, North Ayrshire et Dumbarton .
Il est décédé le 18 août 2014 .